# Nombre nominal
Els nombres nominals o els nombres categòrics són codis numèrics, que significa que són els nombres utilitzats només per a l'etiquetatge o la identificació. Els valors dels nombres són irrellevants, i no indiquen quantitat, rang o cap altra mesura.

## Definició
El terme "nombre nominal" és bastant recent i d'ús limitat. Sembla que s'ha originat com un ús en llibres de text de l'escola derivats del terme estadístic "dades nominals". Aquest ús prové del sentit de nominal com "nom".
Matemàticament, la numeració nominal és una funció d'un a un i en funció d'un conjunt d'objectes que es nomenen a un conjunt de numerals, que poden canviar (generalment creixent) al llarg del temps: és una funció perquè cada objecte s'assigna un únic nombre, és un-a-un, ja que els diferents objectes s'assignen números diferents, i és perquè cada nombre del conjunt en un moment donat ha associat un únic objecte anomenat.
El "nombre nominal" es pot definir àmpliament com "qualsevol nombre utilitzat per a la identificació, però s'ha assignat, o de manera restringida com "un nombre sense informació diferent de la identificació".
A l'efecte de nomenar, el terme "nombre" sovint s'usa amb freqüència per referir-se a qualsevol cadena (seqüència de símbols), que pot no estar integrada exclusivament per dígits, sovint és alfanumèrica. Per exemple, els números d'assegurança nacional, alguns números de llicència de conduir i alguns números de sèrie.

## Exemples
Una gran varietat de números compleixen amb la definició àmplia, incloent:
- Nombres nacionals d'identificació, com ara:
  - Números de la Seguretat Social
  - Números de llicència del conductor
  - Número d'assegurança nacional
- Números d'encaminament, com ara:
  - Codis bancaris i codis de classificació, com ara números de compte bancaris internacionals o números de trànsit d'enrutament ABA.
  - Codis postals, com codis postals (generalment són numèrics als Estats Units, però altres nacions sovint usen sistemes alfanumèrics).
  - Els números de telèfon, assignats per diversos plans de numeració telefònica, com ara el UIT-T E.164 i el Pla de numeració nord-americà (NANPA).
  - Números de rutes de tren o autobús en transport públic
  - Els noms dels models d'automòbils d'alguns fabricants d'automòbils, com ara BMW o Peugeot, són nombres nets.